# Физарум многоглавый
Физарум многоглавый (лат. Physarum polycephalum) — вид миксомицетов семейства Физаровые. Является распространённым модельным организмом в генетике, физиологии и биохимии, а также одним из наиболее изученных организмов.
Родовое название Physarum образовано от др.-греч. φυσα — «пузырь». Видовой эпитет лат. polycephalum означает «многоголовый».
Вид получил широкую известность после того, как был представлен в парижском зоопарке, где организм получил название «blob» («слизь», «капля»). Такое имя он получил в честь фильма ужасов «Капля», где инопланетная слизь захватывает целые города, поглощая всё, что попадается по пути.

## Описание

### Плазмодий
Вегетативная стадия физарума многоглавого представляет собой плазмодий (одну большую клетку со множеством ядер), обладающим ярко-жёлтым или зеленовато-жёлтым цветом. Известны белые штаммы, полученные в лабораторных условиях.

### Спороношения
Спороношения представляют собой спорангии на  желтоватых полупрозрачных ножках, реже сидячие, слегка удлинённые. На одной ножке располагается по несколько спорангиев, которые образуют структуру, напоминающую по форме сморчок. Жёлтые или беловатые спороношения в высоту достигают до 1,5 мм, каждый отдельный спорангий — до 0,4 мм в диаметре. Перидий однослойный, тонкий, плёнчатый, плотно орнаментирован белыми или желтоватыми чешуйками извести. Гипоталлус красновато-коричневый, незаметный. Капиллиций плотный, достаточно эластичный, из белых или желтоватых угловатых узелков, заполненных известью и соединённых множеством стекловидных трубочек. Споры в массе чёрные, фиолетово-коричневые в проходящем свете, шаровидные, с равномерно утолщенной оболочкой, 9—11 мкм в диаметре. Покрыты мелкими бородавками, образующие по 2—4 споры на видимой части споры.

## Экология
Образует обширные спороношения на гнилой древесине, часто на плодовых телах базидиомицетов. Формируются спороношения на близлежащих, часто нетипичных субстратах.

## Движение
Движение плазмодия обеспечивается за счёт взаимодействия актина и миозина при участии ионов Ca2+. Сокращения этих белков проталкивают цитоплазму тяжей по направлению движения плазмодия. Как и в мышцах животных, работа сократительных белков требует затрат АТФ для преобразования химической энергии в механическую.

## «Интеллект»

### Нахождение кратчайшего пути
Плазмодии физарума многоглавого способны выбирать кратчайшее расстояние между источниками пищи. В экспериментах маленькие кусочки плазмодиев физарума помещали в лабиринт. Когда они заполняли всё пространство лабиринта, у входа и выхода помещали два блока с измельчёнными овсяными хлопьями. В течение четырёх часов цитоплазменные тяжи в тупиковых и более длинных ходах утончались и исчезали. Ещё через четыре часа плазмодий сформировал единственный утолщённый тяж по самому короткому пути между источниками пищи. Авторы работы сделали вывод о наличии у физарума примитивного интеллекта. Тем не менее в некоторых случаях плазмодии выбирают более длинный путь, так как выбор пути происходит в один шаг, без просчитывания всех возможных решений. Кроме того, поведение миксомицета в лабиринте можно описать в терминах градиента пищевых сигналов.
Схожий эксперимент был проведён в 2010 году. Исследователи поместили плазмодий физарума на карту центральной Японии, в которой на местах, соответствующих 36 крупнейшим городам, расположили источники пищи. В области, соответствующие горам и озёрам, направили свет различной интенсивности, который плазмодий избегает. В поисках пищи миксомицет сначала занял всё свободное пространство, а затем оставил лишь толстые цитоплазматические тяжи, соответствующие железным дорогам. Созданная им транспортная сеть почти полностью повторяла существующую транспортную сеть Японии. Таким же образом были смоделированы транспортные сети Великобритании, Испании и Португалии, а также Римской Империи на Балканах. Некоторые авторы предлагают использовать подобное моделирование для поиска ещё не открытых римских дорог.

### Память и обучение
Плазмодии физарума демонстрируют способность к запоминанию воздействия на них. Так, в эксперименте, проведённом в 2008 году, слизевик поместили на узкую дорожку в инкубатор с контролируемыми температурой и влажностью. Миксомицет мигрировал вдоль дорожки при благоприятных условиях. Затем условия три раза через равные интервалы времени меняли на более сухие и прохладные, что вызывало замедление движения миксомицета. В результате в благоприятных условиях он также замедлял своё движение в тот момент, когда ожидалась следующая стимуляция. Если дальнейшей стимуляции не происходило, физарум «забывал» о ней спустя 2 цикла. Но при её повторении плазмодий вновь замедлялся, ожидая новую стимуляцию.